# Villa Bruno
Villa Bruno è una villa vesuviana sita in via Cavalli di Bronzo a San Giorgio a Cremano (Napoli). Da molto tempo è il centro culturale di San Giorgio, ospitando concerti, manifestazioni ed il premio Troisi, dedicato ai giovani comici. Ospita inoltre molti uffici comunali ed è sede di varie associazioni. Dal 2002 è anche sede della biblioteca comunale, sulla base di una cospicua donazione fatta dal cav. Giacinto Fioretti, che ne ha anche curato la sistemazione. È quindi conosciuta come "palazzo della Cultura Vesuviana".

## Storia
La villa fu proprietà dapprima della famiglia Monteleone, e successivamente della famiglia Lieto.  Durante il periodo in cui i Lieto furono i tenutari dell'edificio, esso ospitò a più riprese per le vacanze il cardinale Luigi Ruffo Scilla, arcivescovo di Napoli nonché parente del più noto cardinale sanfedista Fabrizio Ruffo.
A partire dal 1816 la villa ospitò la Fonderia Righetti, nella quale avvenne la fusione dei cavalli delle due monumentali statue equestri raffiguranti Carlo di Borbone (futuro Re Carlo III di Spagna) e Ferdinando I delle Due Sicilie (già Ferdinando IV di Borbone), le quali furono poste nel 1829 in piazza del Plebiscito a Napoli. Nelle fonderie avvenne inoltre la fusione del monumento in bronzo a Pulcinella, di cui fa memoria oggi nel cortile principale della Villa un'opera recente di Lello Esposito. Originario di Roma, Francesco Righetti era il fonditore di fiducia dello scultore Antonio Canova, che era commissionario delle due sculture. L'artista passò molto tempo a Napoli nel periodo di realizzazione delle opere, e grazie alla sua influenza e notorietà riuscì a far localizzare l'impianto industriale a San Giorgio nonostante le proteste dei numerosi nobili che abitavano nelle vicinanze.
Il motivo per cui Righetti, nel 1816, scelse proprio San Giorgio per edificare la fonderia, poi trasformata dai Bruno in vetreria, sembra essere legato all'attiva collaborazione con il marchese Cerio il quale, grande ammiratore del Canova, intercesse favorevolmente per consentire al Righetti di impiantare la struttura a Villa Bruno nonostante le vive proteste dei nobili confinanti.
Prima della sua destinazione attuale, una sua parte è stata sede della locale stazione dei carabinieri.

## Architettura

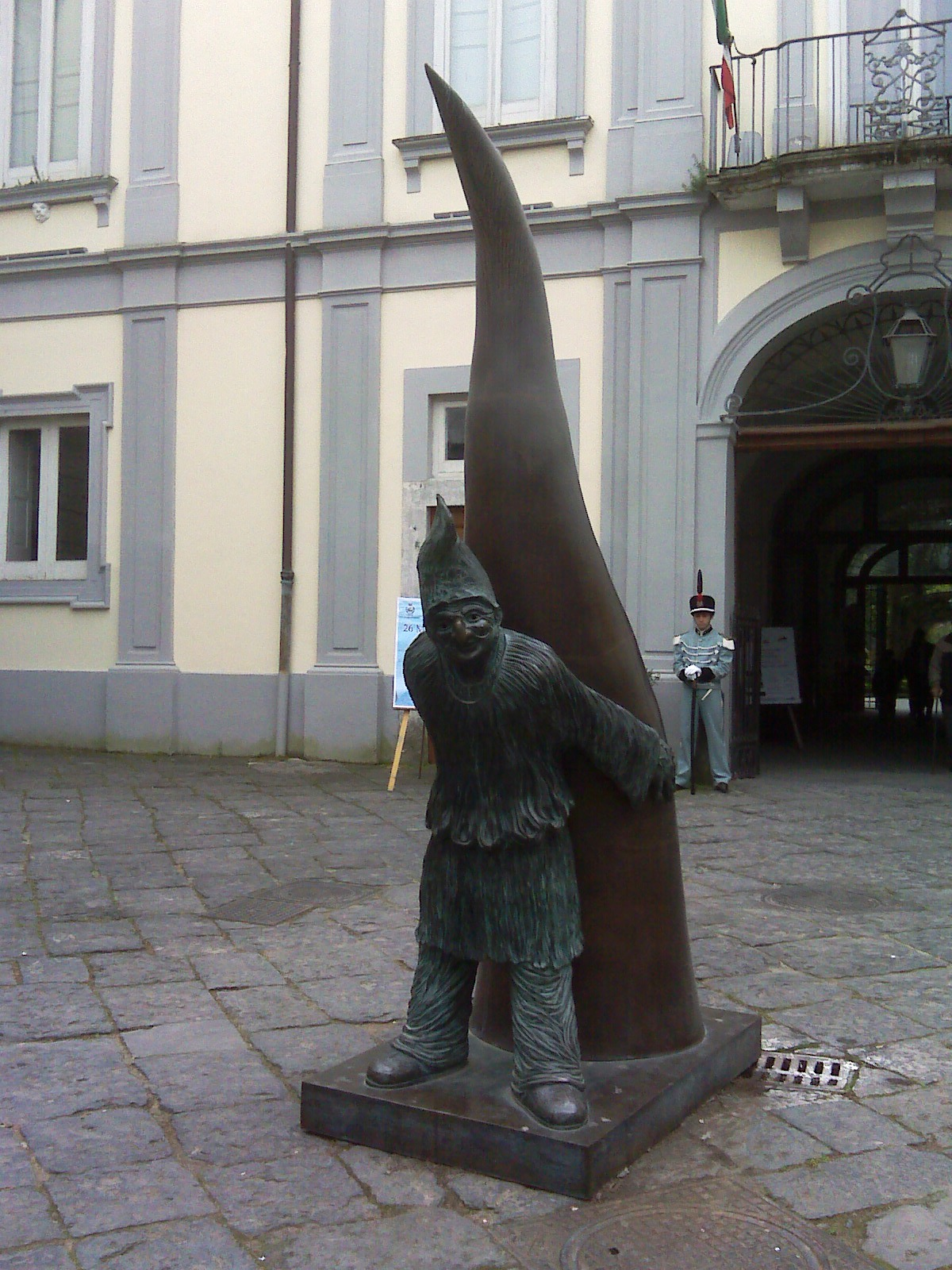
Il monumento a Pulcinella, realizzato nel XIX secolo presso le fonderie Righetti

La villa si presenta come un corpo unico a più foci ed è separata dalla strada da un muro di recinzione e da un cancello in ferro battuto. Ai due lati del cancello sono presenti due medaglioni, ciascuno incorniciante una testa di cavallo in bronzo, posti a memoria della fusione dei monumentali cavalli di cui sopra. Sulla sinistra della villa si osserva il cospicuo corpo di fabbrica delle fonderie Righetti, in tufo giallo napoletano.
Benché in pianta abbia la stessa impostazione settecentesca, la struttura presenta un aspetto sostanzialmente neoclassico mentre la distribuzione dei volumi è stata alterata da ampliamenti successivi.
Il prospetto posteriore, pur nella sua semplicità, conserva ancora l'ampio arco ribassato, caratterizzato dal barocco, ed il corrispondente balcone principale privo delle ornamentazioni che lo collegavano all'apertura sottostante.
La balconata sinuosa, come gli ampi terrazzi a belvedere, ricordano la volontà di godere delle bellezze naturali che lo scenario vesuviano offriva, caratteristica preminente di questi nobili casini di villeggiatura. Il timpano finale curvo incornicia una nicchia ellittica in cui spicca una statua di San Gennaro benedicente in cotto.
Dal portale d'ingresso si inquadra il portone che incornicia, in una profonda prospettiva, la nicchia posta in fondo alla tenuta. Questo effetto scenografico è reso dalla coincidenza dell'asse principale dell'impianto architettonico con quello prospettico che inizia con l'atrio e il successivo vestibolo passante e che termina con l'edicola barocca finale.
Il viale pieno di luce del parco, che spicca dietro l'atrio, era arredato con sedili in pietra posti ai due lati che si alternano, per oltre duecento metri, a basi di statue e vasi.
All'interno della villa, il piano nobile conserva ancora intatte le porte rococò e le decorazioni ottocentesche adoperate per riprodurre anche nei saloni l'ambiente esterno.
All'interno del giardino c'erano originariamente una serra in ferro e vetro e un'esedra semicircolare con statue che oggi sono state sostituite con un'arena all'aperto che ospita manifestazioni di vario genere patrocinate dal Comune di San Giorgio a Cremano, ente proprietario della villa. Sono ancora presenti, inserite nel verde, alcune delle statue che una volta costellavano il parco e che risalgono alla veste ottocentesca della villa, mentre il "Busto di Giove", la statua greco-romana più antica della villa, è posto su un piedistallo nel vestibolo.

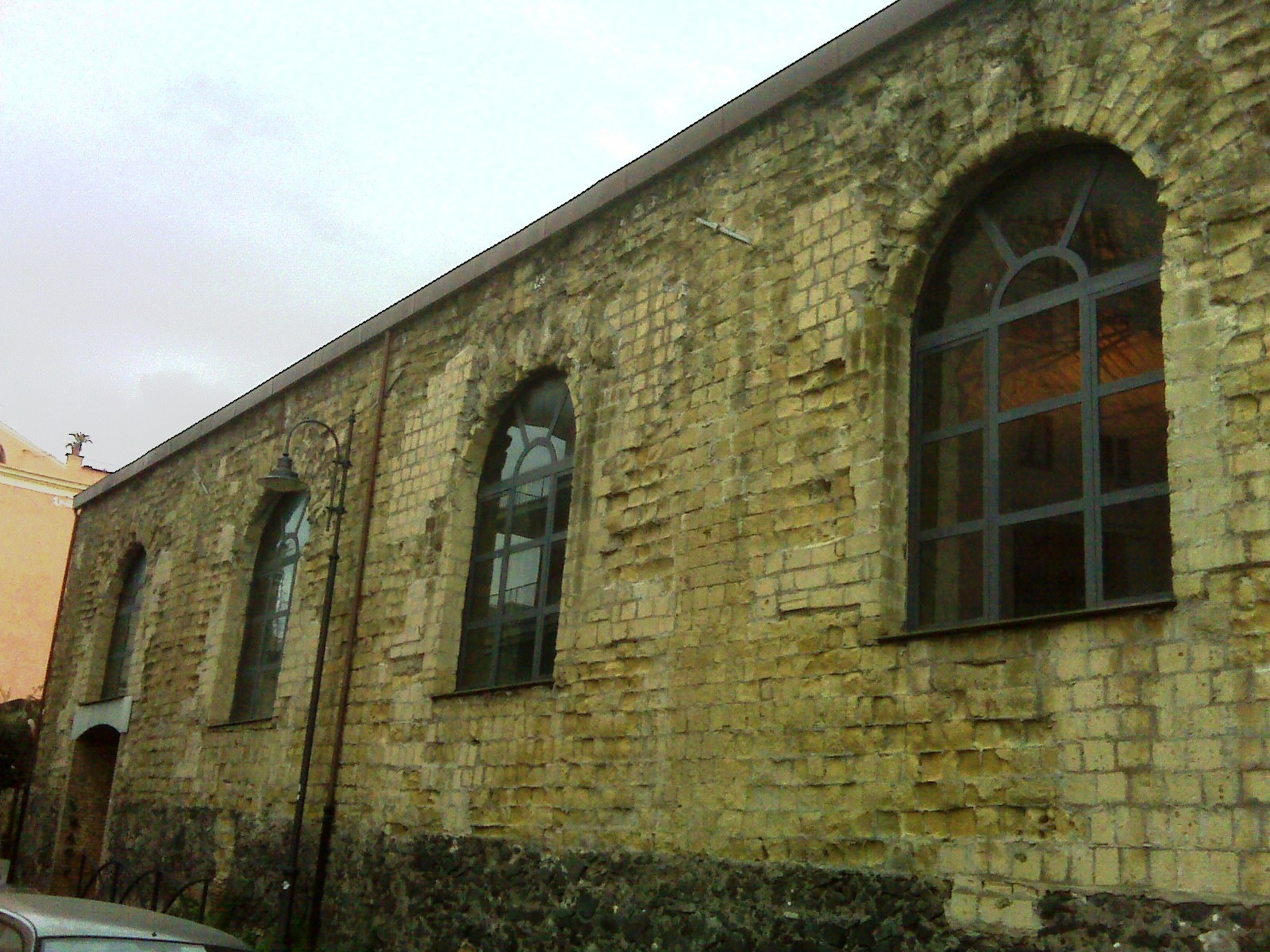
L'edificio delle Fonderie Righetti

Il cortile interno è pavimentato da ampi lastroni in piperno, ed al centro vi è posizionato un monumento in bronzo a Pulcinella, opera dello scultore Lello Esposito. Sul lato destro del cortile si osservano le aperture delle antiche scuderie, mentre a sinistra si accede tramite un porticato interno al complesso delle fonderie.
Il cortile prospiciente via Cavalli di Bronzo, che originariamente mostrava due lecci secolari che costituivano un'ideale quinta di verde, presenta oggi un'alberatura ad alto fusto che d'estate, con il colore lilla dei fiori, crea un delicato contrasto con la facciata giallo chiaro recentemente oggetto di restauro, dando un'idea degli effetti scenografici che si ottenevano una volta all'interno di queste strutture anche per il sapiente sfruttamento delle essenze arboree, talvolta esotiche.
Dal cortile interno si entra in un atrio aperto da due lati, che collega il primo al giardino della villa. Sul lato destro dell'atrio si accede allo scalone d'onore che porta ai piani superiori. Sul soffitto dell'atrio è presente un affresco relativo allo stemma nobiliare di una delle famiglie proprietarie (la corona presente sullo stemma sembra indicare una famiglia ducale).
Il giardino è percorso in tutta la sua lunghezza da un viale pavimentato in tufo, che si dirige verso una piccola costruzione decorativa, recante una nicchia con una statua, la quale chiude verso sud lo spazio architettonico. A destra del viale si apre un'ampia area erbosa, limitata da numerosi alberi da frutto e nella quale trovano posto le tribune dell'area teatrale all'aperto dedicata a Nino Taranto. A sinistra, lo spazio è meno ampio, parzialmente erboso ed in parte attrezzato a giardino. Vi si trovano diverse statue di divinità greco-romane ed una serra in vetro (in cattive condizioni) originariamente destinata alla coltivazione di piante officinali.

## Galleria d'immagini

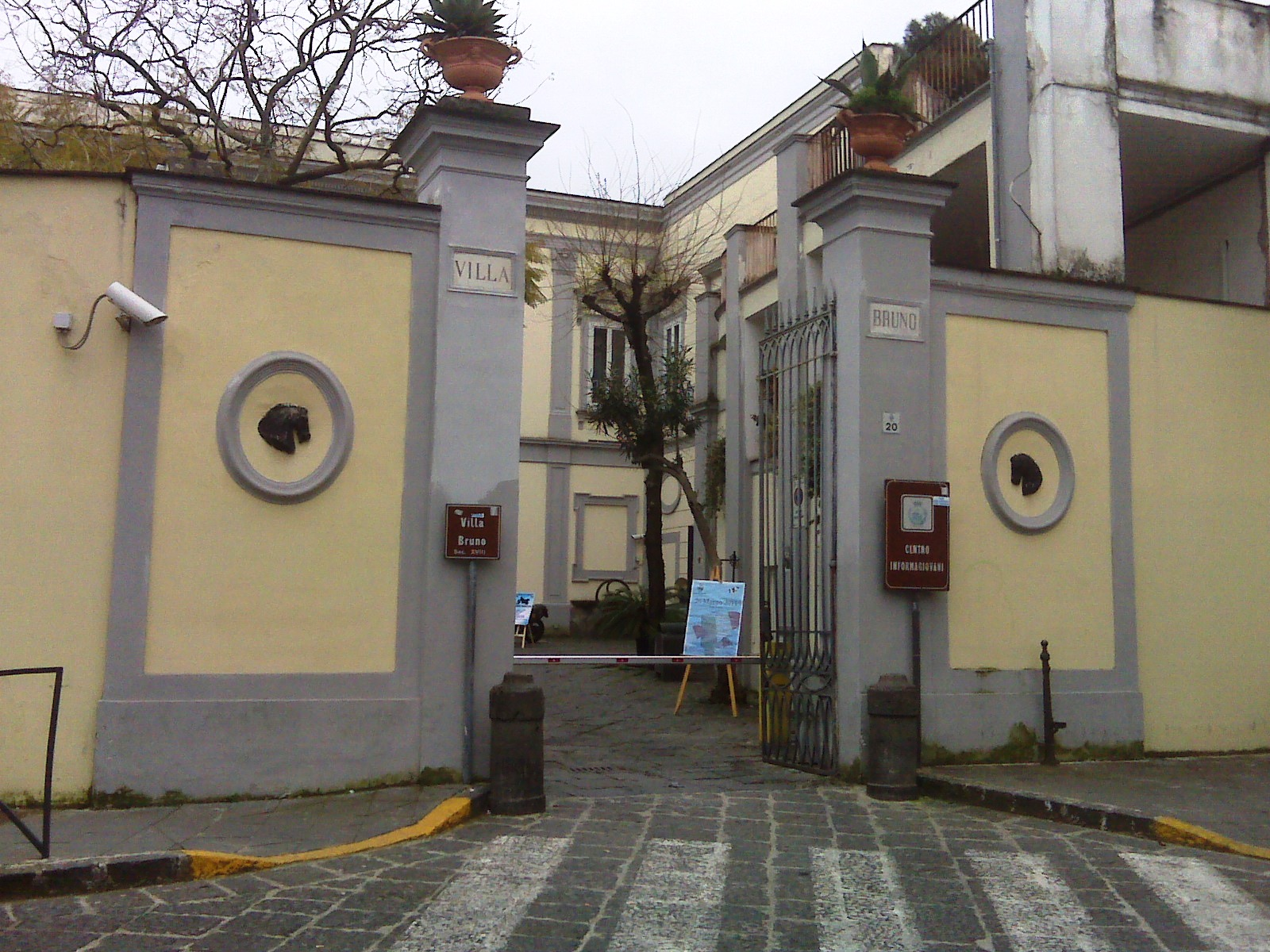
Esterno
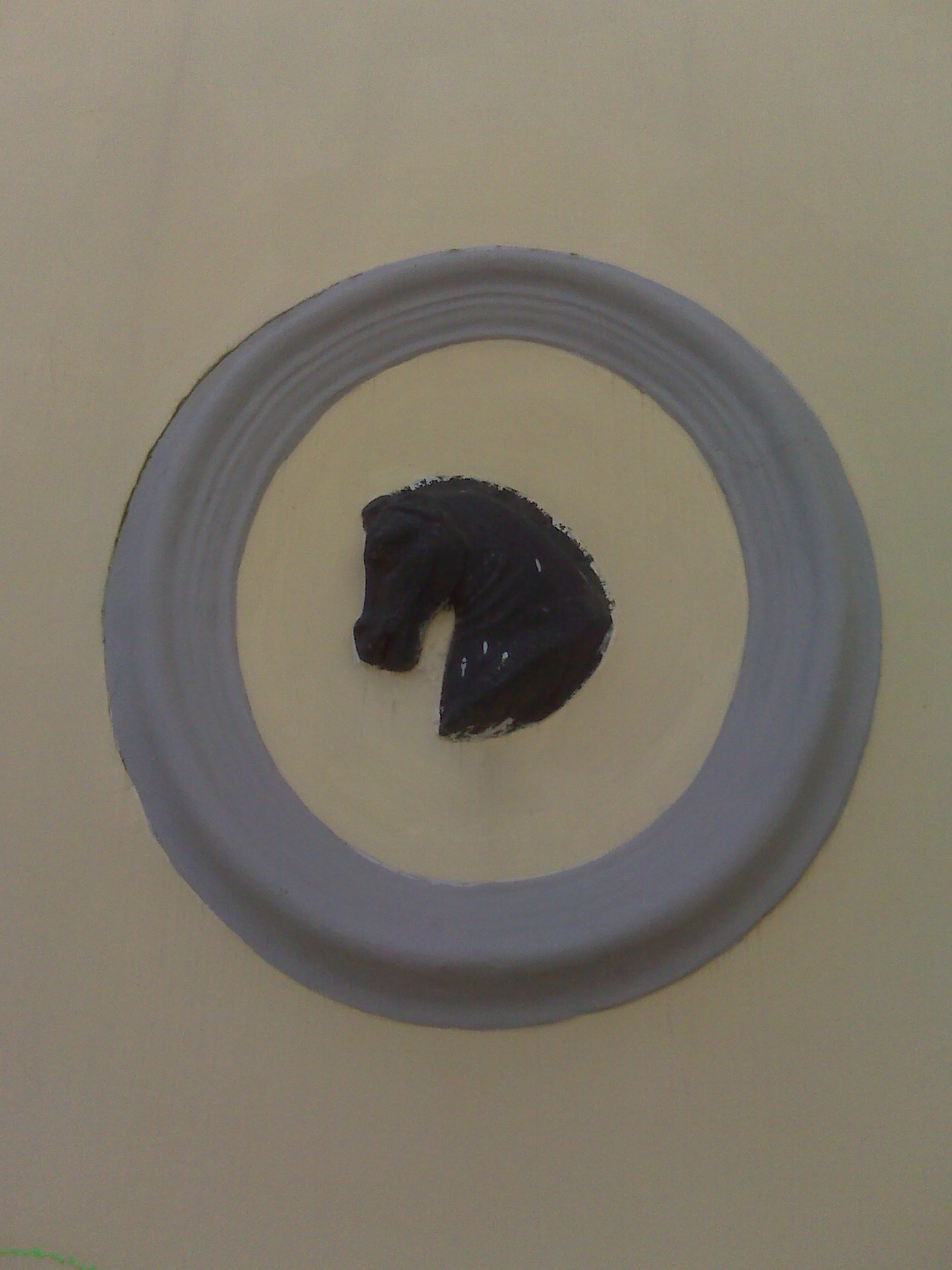
Medaglione con testa di cavallo
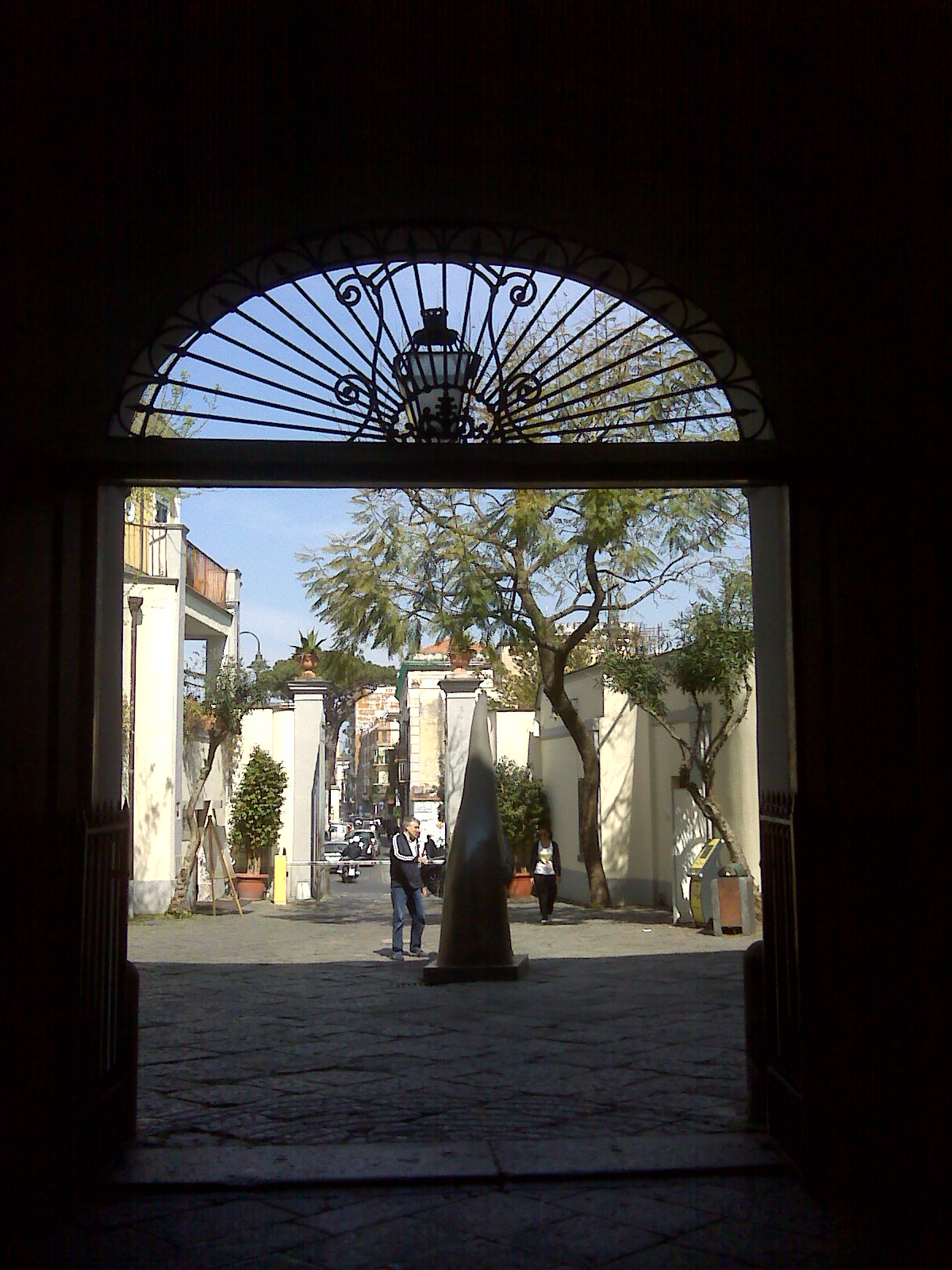
Atrio interno con vista sul cortile esterno
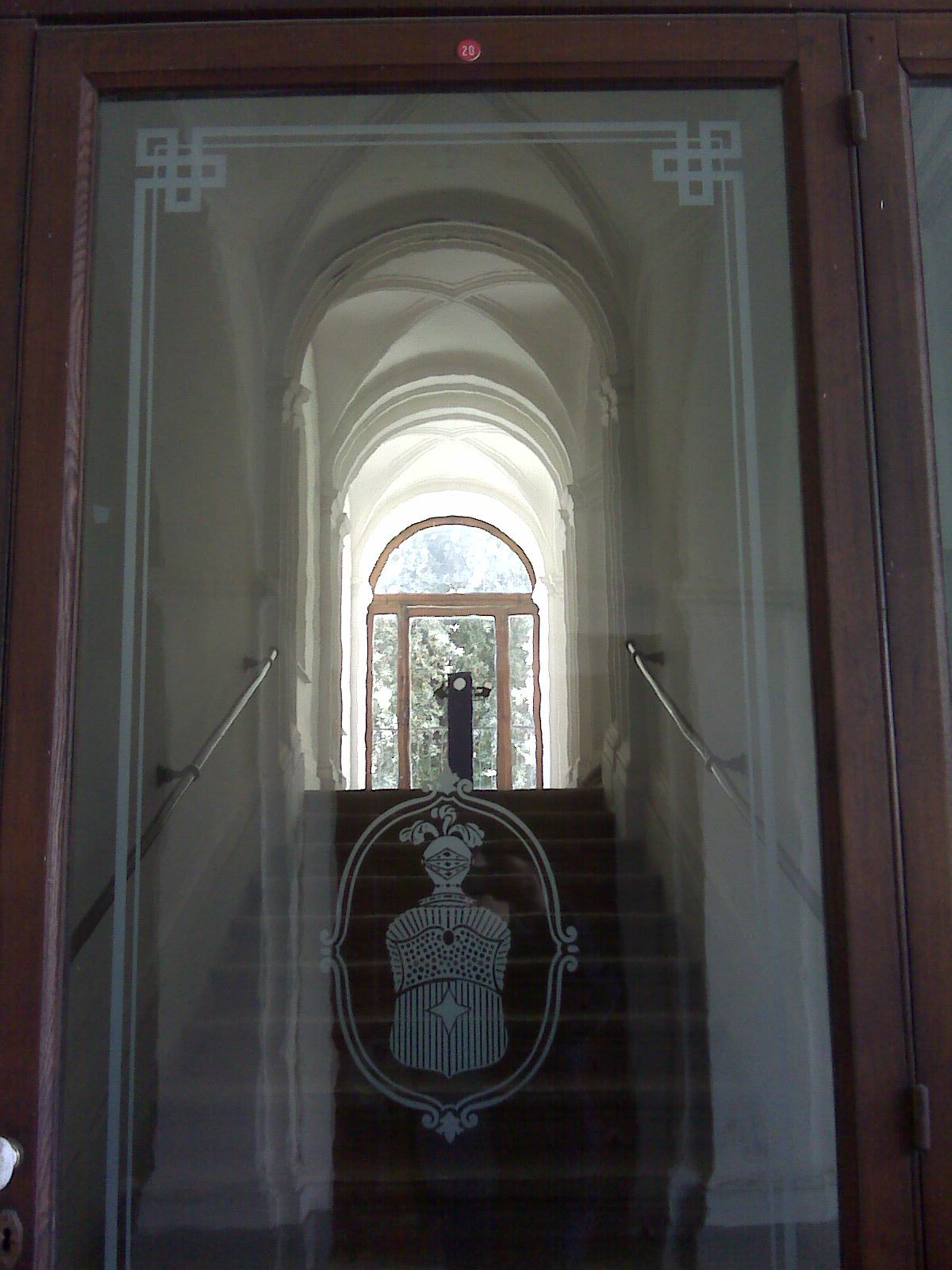
Scalone d'onore
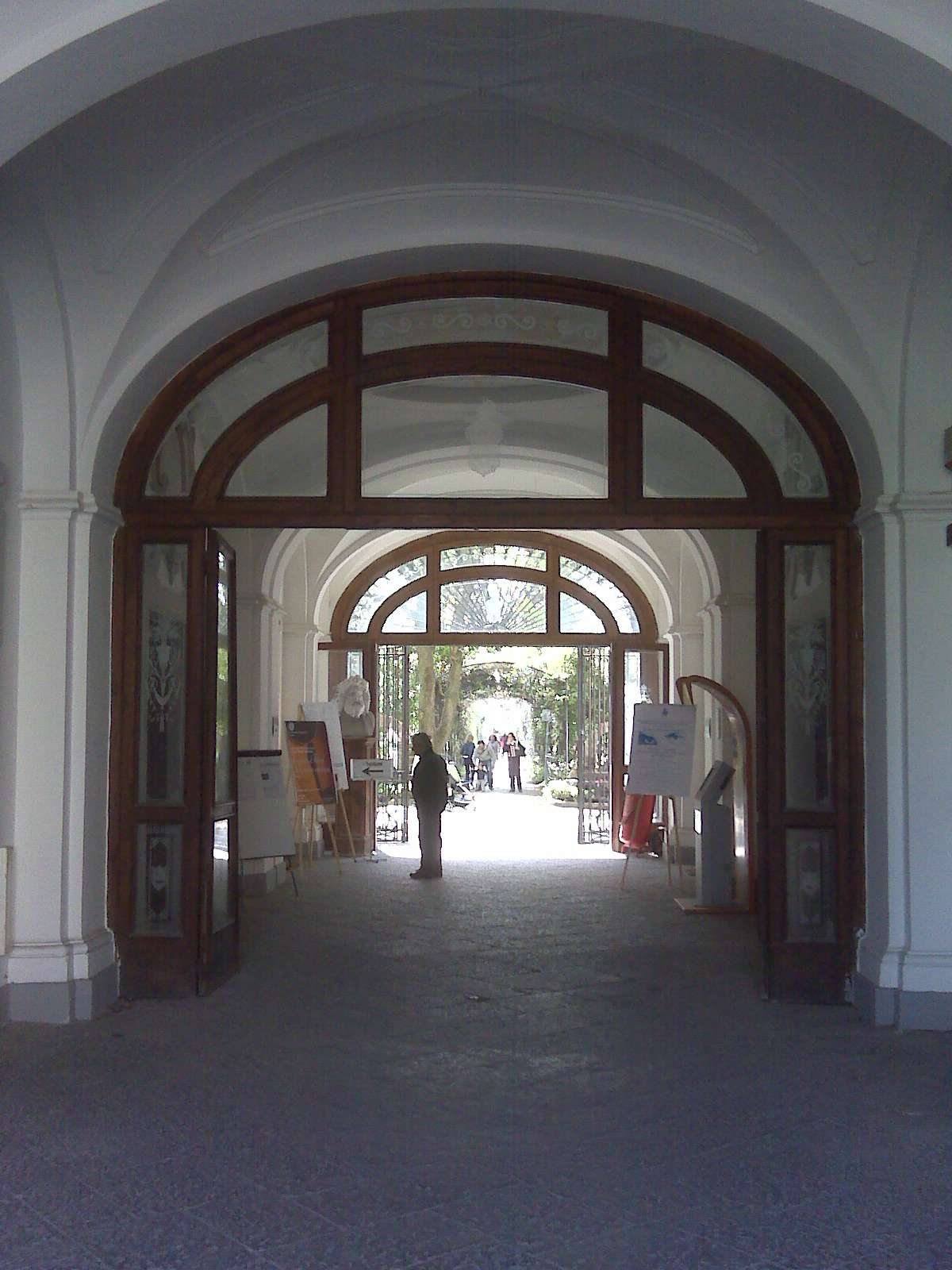
Atrio interno con ingresso al giardino (in fondo il Busto di Giove)
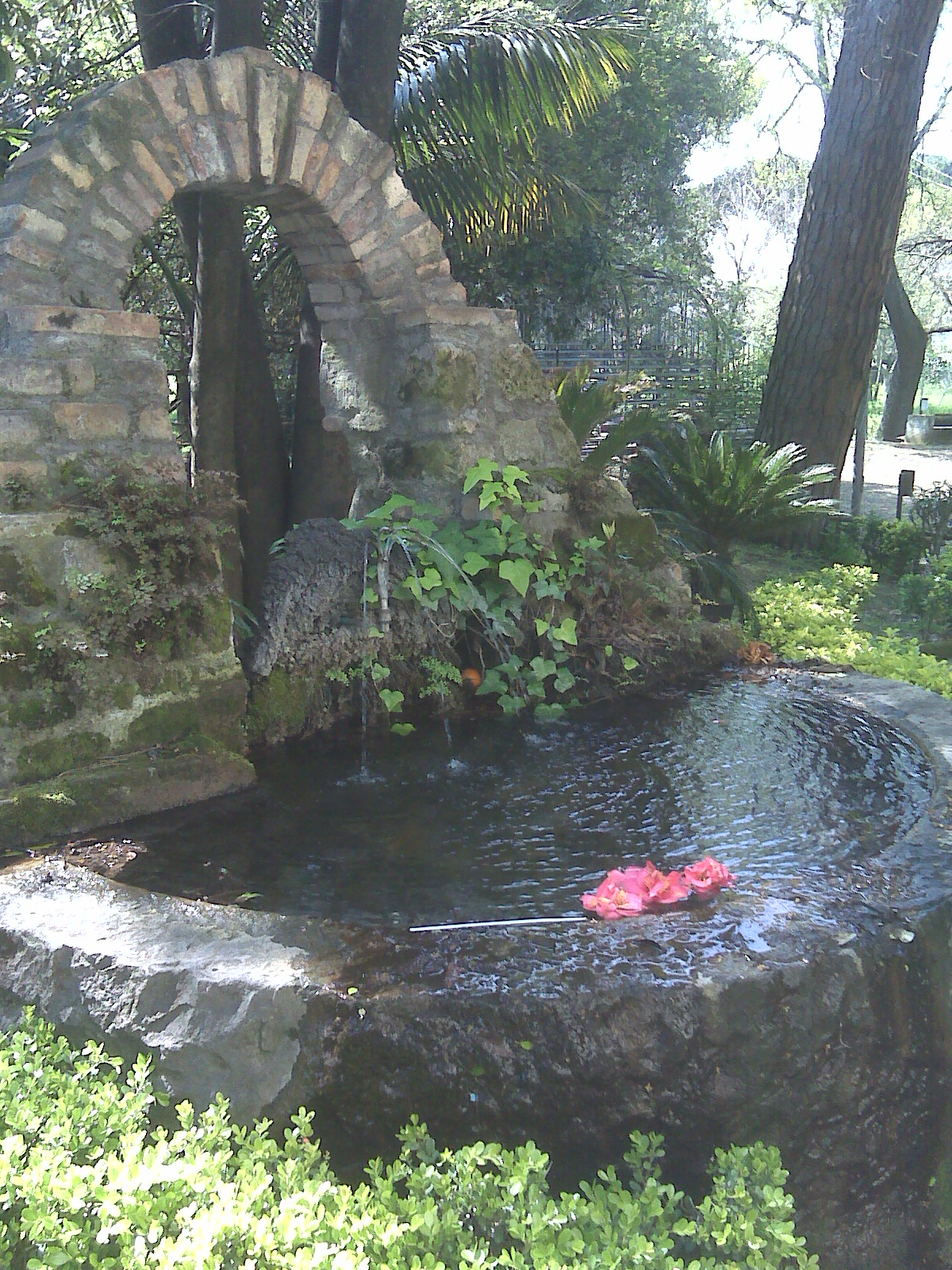
Particolare del giardino